# Кіміко Хірата
Кіміко Хірата (японською: 平田 仁子, народилася 1970) — японська кліматична активістка. Станом на грудень 2022 року її низова робота[що?] призвела до скасування експлуатації 17 запланованих вугільних електростанцій. Сьогодні Хірата очолює знакові кампанії проти продажу вугілля, зокрема протистоїть Mizuho Financial Group і Mitsubishi UFJ. Активістка є виконавчим директором центру Climate Integrate у Токіо (Японія), який зосереджує свої зусилля на прискоренні декарбонізації.
У 2021 році Хірата стала першою японкою, яка отримала екологічну премію Голдмана, та прізвисько «Зелений Нобель». У 2022 році вона була включена до списку 100 впливових жінок BBC. Кіміко Хірата має ступінь доктора філософії з соціальних наук в Університеті Васеда і є автором книги «Зміна клімату та політика» (2019) японською мовою, та співавтором багатьох книг і статей.

## Освіта та кар'єра
Кіміко Хірата народилася в південній префектурі Кумамото (Японія), де пізніше здобула здобув освіту в університеті. Під час Саміту Землі в Ріо-де-Жанейро в 1992 році, активістка вперше дізналася про масштаби кліматичної кризи. Дана подія широко висвітлювалася в японських ЗМІ. Пізніше, Хірата заявила, що саме після неї почала активно читати літературу про зміну клімату, в тому числі книгу «Земля на балансі» Ела Гора. Саме вона зацікавила Кіміко Хірата міжнародним активізмом. Пізніше, активістка долучилася до курсу, який викладала Масако Хосіно, яка була залучена до відкриття однієї з перших неурядових організацій Японії.
Після закінчення школи Кіміко Хірата пішла працювати у видавництво академічних текстів, де продовжувала читати літературу про екологічні проблеми та вивчала англійську мову. У 1996 році активістка залишила роботу та переїхала до Сполучених Штатів Америки задля річного стажування в Інституті клімату. Протягом року в США вона також була волонтером у Національній Водній Фундації (англійською: National Water Foundation), та в Смітсонівській програмі, присвяченій вивченню та захисту біорізноманіття. У тому ж році, Хірата пройшла курс з управління неурядовими організаціями.
У 1999 році Кіміко Хірата здобула ступінь доктора філософії в Вищій школі соціальних наук університету Васеда. У 2021 році вона була запрошеним доцентом Університету Торгівлі Тіба (Японія)

## Активізм
У 1997 році Кіміко Хірата повернулася до Японії задля участі у Конференції ООН COP 3, де було прийнято Кіотський протокол. У 1998 році вона заснувала неурядову організацію Kiko Network, яка досі займається протидією зміни клімату. Важливим є той факт, що Kiko Network виникла як одна з небагатьох організацій, які активно спостерігають за дотриманням Японією Кіотського протоколу.

### Боротьба з Вугільною Енергетикою
Після землетрусу, цунамі та ядерної катастрофи у Фукусімі в березні 2011 року японський уряд змінив політику, щоб дозволити будівництво нових вугільних електростанцій. До того часу ядерні реактори виробляли приблизно 30 відсотків електроенергії в Японії, але були закриті урядом після катастрофи. Японська громадськість на той час характеризувалася високим рівнем недовіри до ядерної енергії. Для вирішення енергетичної кризи уряд країни у результаті запросив тендери на будівництво додаткових електростанцій, що працюють на вугіллі. В результаті до 2015 року у Японії року розроблені плани для 50 нових електростанцій. Таким чином, Японія стала єдиною країною G7, яка на той час планувала будівництво нових вугільних електростанцій.
Хірата зрозуміла, що Kiko Network повинна переключити свою увагу з роботи, орієнтованої на політику, на широкі кампанії, у наслідок чого вирішила адаптувати багатосторонню стратегію боротьби з вугільною промисловістю. Kiko Network запустила веб-сайт для відстеження запропонованих проєктів вугільної енергетики по всій країні.Щоб підвищити обізнаність про небезпеку вугільної енергетики для навколишнього середовища та здоров'я, Хірата працювала у тандемі з науковцями, експертами із забруднення навколишнього середовища, журналістами, юристами та лідерами місцевих громад, а також іншими неурядовими організаціямиЯпонії. У ключових областях, де планувалися проєкти вугільної енергетики, вона розвивала мережу місцевих громадських активістів, виступала на громадських слуханнях і допомогла досягти безпрецедентної активності на форумах громад.
Активістка також заручилася підтримкою міжнародних експертів в аналізі витрат і ризиків, пов'язаних з вугільними електростанціями, і оприлюднювала їхні висновки. Кіміко Хірата співпрацювала з дослідниками Green-Peace над доповіддю, яка виявила, що очікуване забруднення повітря призведе до 1000 передчасних смертей в Японії щорічно. Крім того, у рамках Програми Фінансування Сталого Розвитку Оксфордського університету та Carbon Tracker, останні провели аналіз інвестиційного ризику, який обґрунтував необхідність скасування запланованих вугільних електростанцій у Японії, а також тих, що будуються, та поступового виведення з експлуатації існуючого парку.
Щоб чинити додатковий тиск на японських політиків, Кіміко Хірата співпрацювала з міжнародними неурядовими організаціями, зокрема з Climate Action Network. Міжнародні протести проти вугільної політики Японії широко висвітлювався японськими ЗМІ; Хірата координувала протести на кількох засіданнях Конференції ООН COP і виступала перед пресою напередодні самітів G20.
Станом на грудень 2022 року масові кампанії організовані Кіміко Хіратою, спрямовані на привернення уваги до впливу вугільної промисловості Японії на забруднення повітря та зміни клімату, призвела до скасування будівництва та експлуатації 17 із 50 запланованих вугільних електростанцій у країні.

### Кампанія протидії інвестиціям у вугільну промисловість
У 2020 році Кіміко Хірата очолила кампанію акціонерів, щоб змусити мегабанк Mizuho Financial Group, найбільшого у світі приватного кредитора вугільних розробників, послабити кредитування вугільних компаній у Японії. Запропонована Kiko Network за підтримки шести скандинавських фондів, це була перша резолюція щодо зміни клімату під керівництвом акціонерів, запропонована для японських компаній, зареєстрованих на біржі. Резолюція закликала до розкриття компаніями більшої кількості інформації щодо зміни клімату для широких мас населення країни, а також до складання планів із визначеними цілями, щоб робити бізнес відповідним до Паризької кліматичної угоди. Через місяць після того, як було подано пропозицію, Mizuho оголосила, що припинить видавати позики новим вугільним заводам у червні того ж року, і планує припинити інвестиції у вугільну промисловість до 2050 року; через день Sumitomo Mitsui Financial Group також оголосила, що припинить видачу кредитів вугільним заводам. Хірата натомість прокоментувала, що обидві ініціативи не цілком відповідають Паризькій кліматичній угоді. У червні 2020 року, не дивлячись на те, що резолюція не була прийнята, вона отримала більшу підтримку, ніж очікувалося: 35 % акціонерів Mizuho проголосували за її схвалення.
У 2021 році активістка виступала за подібну кліматичну резолюцію в Mitsubishi UFJ, яку спільно подали Kiko Group, Market Forces, Rainforest Action Network і 350.org Japan. Пропозиція, яка вимагала від банків узгоджувати свої інвестиції з Паризькою кліматичною угодою, набрала 23 % голосів акціонерів.
У результаті зусиль Кіміко Хірати, спрямованих на те, щоб спонукати бізнес відмовитися від вугілля, станом на 2021 рік понад 10 великих розробників вугільних електростанцій оголосили, що вони припиняють розробку або фінансування нових вугільних проєктів.

### Декарбонізація
Кіміко Хірата пішла з посади міжнародного директора Kiko Network у грудні 2021 року, при цьому залишившись в раді директорів організації. У січні 2022 року вона заснувала Climate Integrate, щоб зосередитися на прискоренні декарбонізації, працюючи з партнерами в Японії та за кордоном. У липні 2022 року Climate Integrate опублікували звіт «Заблукати на шляху до декарбонізації: великі плани Японії щодо аміаку».

## Особисте життя
Кіміко Хірата проживає в Токіо (Японія) з чоловіком і двома дітьми.